# Байрацька волость
Байрацька волость — історична адміністративно-територіальна одиниця Полтавського повіту Полтавської губернії з центром у селі Сокольні Байраки.
Станом на 1885 рік — складалася з 55 поселень, 14 сільських громад. Населення 7600 — осіб (3776 осіб чоловічої статі та 3824 — жіночої), 1103 дворових господарства.
|                     | Площа, десятин | У тому числі орної, десятин |
| ------------------- | -------------- | --------------------------- |
| Сільських громад    | 5287           | 3613                        |
| Приватної власності | 8585           | 5447                        |
| Іншої власності     | 63             | 47                          |
| Загалом             | 13935          | 9107                        |

Найбільші поселення волості станом на 1885:
- Сокольні Байраки — колишнє державне село за 19 верст від повітового міста, 423 особи, 63 двори, православна церква, школа, постоялий двір, лавка.
- Велика Рудка — колишнє державне село, 350 осіб, 139 дворів, православна церква, 2 постоялих двори.
- Долина — колишнє державне село при Остаповій балці, 715 осіб, 102 двори, постоялий двір.
- Мала Рудка — колишнє державне село, 580 осіб, 79 дворів, постоялий двір.
- Степанівка (Башкирівка) — колишнє власницьке село при Полизовій балці, 580 осіб, 78 дворів.

Старшинами волості були:
- 1900 року козак Наум Федорович Бородай[2];
- 1904 року козак Онисим Михайлович Цибуля[3];
- 1913—1915 роках Мусій Пилипович Власенко[4],[5].